# Leichtathletik-Europameisterschaften 1971/4 × 400 m der Frauen

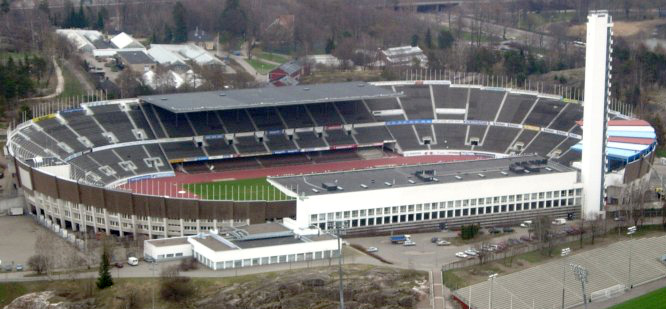
Das Olympiastadion von Helsinki im Jahr 2005

Die 4-mal-400-Meter-Staffel der Frauen bei den Leichtathletik-Europameisterschaften 1971 wurde am 14. und 15. August 1971 im Olympiastadion von Helsinki ausgetragen.
Europameister wurde die DDR in der Besetzung Rita Kühne, Ingelore Lohse, Helga Seidler und Monika Zehrt. Die Staffel stellt dabei einen neuen Weltrekord auf und lief als erstes Team über diese Distanz unter 3:30 Minuten.
Den zweiten Platz belegte die Bundesrepublik Deutschland mit Anette Rückes, Christel Frese, Hildegard Falck und Inge Bödding.
Bronze ging an die UdSSR (Raissa Nikanorowa, Wera Popkowa, Nadeschda Kolesnikowa, Natalja Tschistjakowa).

## Rekorde
Vorbemerkung:

In diesen Jahren gab es bei den Bestleistungen und Rekorden eine Zweiteilung. Es wurden nebeneinander handgestoppte und elektronisch ermittelte Leistungen geführt. Die offizielle Angabe der Zeiten erfolgte in der Regel noch in Zehntelsekunden, die bei Vorhandensein elektronischer Messung gerundet wurden. Wegen des Wegfalls der Reaktionszeit des Zeitnehmers bei elektronischer Zeitnahme stand in der Diskussion, einen sogenannten Vorschaltwert einzuführen, um die handgestoppten Leistungen nicht automatisch besser zu stellen. Doch es blieb dann bei der korrekten Angabe dieser Zeiten, die später auch offiziell mit Hundertstelsekunden nach dem Komma geführt wurden.

### Offizielle Rekorde – Angabe in Zehntelsekunden

#### Bestehende Rekorde
| Weltrekord           | 3:30,8 min | Großbritannien (Rosemary Stirling, Pat Lowe, Janet Simpson, Lillian Board) | EM Athen, Griechenland | 20. September 1969 |
| Weltrekord           | 3:30,8 min | Frankreich (Bernadette Martin, Nicole Duclos, Éliane Jacq, Colette Besson) | EM Athen, Griechenland | 20. September 1969 |
| Europarekord         | 3:30,8 min | Großbritannien (Rosemary Stirling, Pat Lowe, Janet Simpson, Lillian Board) | EM Athen, Griechenland | 20. September 1969 |
| Europarekord         | 3:30,8 min | Frankreich (Bernadette Martin, Nicole Duclos, Éliane Jacq, Colette Besson) | EM Athen, Griechenland | 20. September 1969 |
| Meisterschaftsrekord | 3:30,8 min | Großbritannien (Rosemary Stirling, Pat Lowe, Janet Simpson, Lillian Board) | EM Athen, Griechenland | 20. September 1969 |
| Meisterschaftsrekord | 3:30,8 min | Frankreich (Bernadette Martin, Nicole Duclos, Éliane Jacq, Colette Besson) | EM Athen, Griechenland | 20. September 1969 |

#### Rekordverbesserungen
Der bestehende EM-Rekord wurde verbessert und darüber hinaus gab es einen Weltrekord und einen Landesrekord.
- Meisterschaftsrekord: 3:29,3 min – DDR (Rita Kühne, Ingelore Lohse, Helga Seidler, Monika Zehrt), Finale am 15. August
- Weltrekord: 3:29,3 min – DDR (Rita Kühne, Ingelore Lohse, Helga Seidler, Monika Zehrt), Finale am 15. August
- Landesrekord: 3:40,8 min – Österreich (Gerlinde Massing, Karoline Käfer, Sonja Termoth, Maria Sykora), erster Vorlauf am 14. August

Diese Zeit war gleichzeitig auch ein neuer Weltrekord und die erste Leistung einer 4-mal-400-Meter-Staffel der Frauen unter dreieinhalb Minuten.

### Elektronisch gemessene Rekorde

#### Bestehende Rekorde
| Weltrekord           | 3:30,82 min | Großbritannien (Rosemary Stirling, Pat Lowe, Janet Simpson, Lillian Board) | EM Athen, Griechenland | 20. September 1969 |
| Europarekord         | 3:30,82 min | Großbritannien (Rosemary Stirling, Pat Lowe, Janet Simpson, Lillian Board) | EM Athen, Griechenland | 20. September 1969 |
| Meisterschaftsrekord | 3:30,82 min | Großbritannien (Rosemary Stirling, Pat Lowe, Janet Simpson, Lillian Board) | EM Athen, Griechenland | 20. September 1969 |

#### Rekordverbesserungen
Der bestehende EM-Rekord wurde verbessert und darüber hinaus gab es einen Weltrekord.
- Meisterschaftsrekord: 3:29,28 min – DDR (Rita Kühne, Ingelore Lohse, Helga Seidler, Monika Zehrt), Finale am 15. August
- Weltrekord: 3:29,28 min – DDR (Rita Kühne, Ingelore Lohse, Helga Seidler, Monika Zehrt), Finale am 15. August

## Vorrunde
14. August 1971
Die Vorrunde wurde in zwei Läufen durchgeführt. Die ersten vier Staffeln pro Lauf – hellblau unterlegt – qualifizierten sich für das Finale.

### Vorlauf 1
| Platz | Staffel        | Besetzung                                                                  | Zeit (min) |
| ----- | -------------- | -------------------------------------------------------------------------- | ---------- |
| 1     | BR Deutschland | Anette Rückes Christel Frese Hildegard Falck Inge Bödding                  | 3:34,7000  |
| 2     | Großbritannien | Verona Bernard Pat Lowe Jannette Roscoe Rosemary Stirling                  | 3:35,0000  |
| 3     | Sowjetunion    | Wera Popkowa Nadeschda Kolesnikowa Raissa Nikanorowa Natalja Tschistjakowa | 3:35,6000  |
| 4     | Schweden       | Lotta Malmström Ann Larsson Elisabeth Randerz Karin Lundgren               | 3:37,2000  |
| 5     | Österreich     | Gerlinde Massing Karoline Käfer Sonja Termoth Maria Sykora                 | 3:40,8 NR  |

### Vorlauf 2
| Platz | Staffel    | Besetzung                                                                 | Zeit (min) |
| ----- | ---------- | ------------------------------------------------------------------------- | ---------- |
| 1     | DDR        | Rita Kühne Ingelore Lohse Helga Seidler Monika Zehrt                      | 3:34,2     |
| 2     | Frankreich | Monique Noirot Nicole Duclos Bernadette Martin Colette Besson             | 3:35,6     |
| 3     | Polen      | Bozena Zientarska Elżbieta Skowrońska Danuta Pieczyk Krystyna Hryniewicka | 3:37,5     |
| 4     | Finnland   | Mona-Lisa Strandvall Riitta Salin Ruth Lindfors Marika Eklund             | 3:41,2     |
| 5     | Bulgarien  | Iwanka Wenkowa Stefka Jordanowa Tonka Petrowa Swetla Slatewa              | 3:43,3     |

## Finale
15. August 1971
| Platz | Staffel        | Besetzung                                                                  | Zeit (min)                          |
| ----- | -------------- | -------------------------------------------------------------------------- | ----------------------------------- |
| 1     | DDR            | Rita Kühne Ingelore Lohse Helga Seidler Monika Zehrt                       | 3:29,28 WR                          |
| 2     | BR Deutschland | Anette Rückes Christel Frese Hildegard Falck Inge Bödding                  | 3:33,04000                          |
| 3     | Sowjetunion    | Raissa Nikanorowa Wera Popkowa Nadeschda Kolesnikowa Natalja Tschistjakowa | 3:34,11000                          |
| 4     | Großbritannien | Verona Bernard Pat Lowe Jannette Roscoe Rosemary Stirling                  | 3:34,52000                          |
| 5     | Polen          | Bozena Zientarska Elżbieta Skowrońska Danuta Pieczyk Krystyna Hryniewicka  | 3:35,28000                          |
| 6     | Schweden       | Lotta Malmström Ann Larsson Elisabeth Randerz Karin Lundgren               | 3:37,09000                          |
| 7     | Finnland       | Mona-Lisa Strandvall Riitta Salin Ruth Lindfors Marika Eklund              | 3:37,21000                          |
| DNF   | Frankreich     | Monique Noirot Nicole Duclos Bernadette Martin Colette Besson              | Stabverlust bei000 Nicole Duclos000 |